# Mitsubishi F-2
Мицубиси F-2 (яп. F-2支援戦闘機 F-2 сиэн сэнто:ки, «вспомогательный истребитель F-2», англ. Mitsubishi F-2) — японский истребитель-бомбардировщик, разработанный компаниями Мицубиси Хэви Индастриз (англ. Mitsubishi Heavy Industries (MHI)) и Локхид Мартин (англ. Lockheed Martin) для Воздушных сил самообороны Японии.

## История создания и производства
Самолёт создавался на базе американского истребителя F-16 по программе FS-X, в которой Япония и США были представлены в соотношении 60/40. Разработка самолёта началась 21 октября 1987 года, когда правительство Японии выбрало F-16C для замены стоящих на вооружении истребителей Мицубиси F-1. В ноябре 1988 года генеральным подрядчиком стала компания Мицубиси, подписав в марте 1989 года контракт на разработку планера самолёта и в феврале 1990 года на разработку бортовой РЛС. Также в феврале был подписан контракт с субподрядчиком — американской компанией Дженерал Дайнемикс (после 1993 года Локхид).
В марте 1990 года на заводе Мицубиси в Нагое была сформирована конструкторская группа, состоящая из 230 японских инженеров-конструкторов и 70 американских. На межправительственном уровне проект координировал совместный американско-японский технический руководящий комитет, председателем которого был назначен начальник отдела разработки авиационных систем Технического проектно-конструкторского института (TRDI) Агентства обороны (ныне Министерства обороны) Японии генерал Масумото. 21 декабря 1990 в качестве силовой установки нового самолёта был выбран усовершенствованный ТРДД Дженерал Электрик F-110-GE-129. Всего по программе FS-X правительство Японии планировало построить 141 самолёт.
Строительство первого прототипа началось в 1994 году на заводе Мицубиси Хэви Индастриз «Комаки Минами» в городе Нагоя. Первый полёт прототип № 63-0001 совершил 7 октября 1995 года на авиабазе Комаки под управлением лётчика-испытателя Ёсиюки Ватанабэ. 15 декабря 1995 года правительство Японии уменьшило план производства самолётов до 130 единиц (83 одноместных и 47 двухместных) за счет сокращения количества двухместных вариантов на 11 единиц и присвоило истребителю обозначение F-2, соответственно первые два одноместных самолёта получили название XF-2A. В дальнейшем планы ещё раз были сокращены до 94 единиц.
Прототип двухместного учебно-боевого истребителя XF-2B совершил первый полёт 18 апреля 1996 года. Всего по программе было изготовлено 2 прототипа для наземных испытаний и 4 лётных: два одноместных (№ 63-0001 и № 63-0002) и два двухместных (№ 63-0003 и № 63-0004). В 1996-1997 годах прототипы были переданы в Воздушные силы самообороны, где получили новые серийные номера № 63-8501 — № 63-8504.
В октябре 1996 года между компаниями Мицубиси и Локхид Мартин был подписан первый производственный контракт. Всего в производстве планера самолёта участвуют четыре компании: Мицубиси изготавливает переднюю часть фюзеляжа и крыло, Фудзи — обшивку крыла, зализы крыла, флапероны, воздухозаборник и хвостовое оперение, Кавасаки — центральную часть фюзеляжа, створки главных стоек шасси и капоты двигателя, Локхид Мартин — заднюю часть фюзеляжа, 80 % кессонов левого полукрыла и предкрылки. Первый лицензионный двигатель был передан компанией IHI на сборочное предприятие в начале 1999 года. Первый полёт первый серийный F-2A совершил 12 октября 1999 года, а 25 сентября 2000 года он был поставлен Воздушным силам самообороны. На 31 марта 2003 года было поставлено 36 серийных самолётов.
В 2020 году в Японии было принято решение о замене истребителей F-2 реактивным истребителем с новым двигателем японского производства (который предполагается разработать к 2035 году).

## Тактико-технические характеристики

Сравнение F-16C (Block 40) и F-2А

Приведённые характеристики соответствуют модификации F-2A.
Источник данных: Jane's 

Технические характеристики
- Экипаж: 1 пилот
- Длина: 15,52 м
- Размах крыла: 10,8 м
  - с ракетами на концах крыла: 11,125 м
- Высота: 4,96 м
- Площадь крыла: 34,84 м²
- Коэффициент удлинения крыла: 3,3
- Стреловидность по передней кромке: 33° 12'
- База шасси: 4,05 м
- Колея шасси: 2,36 м
- Масса пустого: 9 527 кг
- Нормальная взлётная масса:  
  - без подвесок: 13 459 кг
  - с 2 × ракетами «в-в» малой дальности: 13 713 кг
  - с 4 × ракетами «в-в» малой дальности и 4 × средней: 15 711 кг
  - с 2 × ракетами «в-в» малой дальности, 6 × 227 кг бомбами и 2 × ПТБ: 19 888 кг
  - с 2 × ракетами «в-в» малой дальности, 4 × ПКР и 2 × ПТБ: 20 517 кг
- Максимальная взлётная масса: 22 100 кг
- Максимальная посадочная масса: 18 300 кг
- Масса топлива во внутренних баках: 3 842 кг
- Объём топливных баков: 4 637 л
- Силовая установка: 1 × ТРДДФ General Electric F110-GE-129
  - Бесфорсажная тяга: 1 × 75,6 кН
  - Форсажная тяга: 1 × 131,2 кН

Лётные характеристики
- Максимальная скорость:  
  - на высоте: М=2,0
  - у земли: М=1,1
- Боевой радиус: 833 км
- Практический потолок: 18 000 м
- Нагрузка на крыло: 634,3 кг/м² (при максимальной взлётной массе)
- Тяговооружённость: 0,61 (168 кг/кН) (на форсаже при максимальной взлётной массе)

Вооружение
- Стрелково-пушечное: 1 × 20 мм шестиствольная пушка M61A1
- Точки подвески: 13 (один под фюзеляжем, 2 на законцовках крыла и 10 под крылом)
- Управляемые ракеты:  
  - ракеты «воздух-воздух»: 
    - 2 × AIM-7F/M
    - 4 × AAM-4
    - AAM-5
    - 4 × AIM-9L или AAM-3

  - ракеты «воздух-поверхность»: 4 × ASM-1 или ASM-2
- Неуправляемые ракеты: 2 × блока JLAU-3/A или RL-4
- Бомбы: свободнопадающие:
  - кассетные: CBU-87/B
  - фугасные: 12 × 227 кг или 340 кг

## Аварии и происшествия
- 31 октября 2007 года F-2B разбился во время взлета.
- 18 из 94 Mitsubishi F-2 были повреждены на авиабазе «Мацусима» в результате землетрясения и цунами, произошедшего 11 марта 2011 года, 13 из них были восстановлены к марту 2018 года, а 5 было решено не восстанавливать.